# S・J・ワトソン
S・J・ワトソン（S. J. Watson、本名：スティーヴン・ワトソン〈Steven J. Watson〉、1971年 - ）は、イギリスの小説家。2011年、『わたしが眠りにつく前に』（原題：Before I Go to Sleep ）でデビューした。版権は世界42か国に売られ、世界的なベストセラーになった。

## 経歴
イングランド中部のウェスト・ミッドランズ州スタウアーブリッジで生まれる。バーミンガム大学で物理学を学んだ後、ロンドンへ引っ越し、聴能学の専門家としていくつかの病院に勤め、聴覚障害児の診断と治療をした。
2009年、フェイバー出版社が創設したフェイバー・アカデミー（クリエイティブ・ライティング・アカデミー）の「小説の書き方」講座を受講。それがデビュー作『わたしが眠りにつく前に』として実を結んだ。講座が終了する前夜に出版エージェントのクレア・コンヴィルに紹介され、デビューが決まった。同作は2011年に刊行され、リドリー・スコット監督、ローワン・ジョフィ脚本、ニコール・キッドマン主演で映画化されることが発表され、2014年に『リピーテッド』のタイトルで公開された。
執筆作業は夕方以降と週末に行っている。

## 著書
- わたしが眠りにつく前に Before I Go to Sleep （ 2011年 /  2012年7月 棚橋志行訳 ヴィレッジブックス）

## 受賞・ノミネート歴
| タイトル               | 年     | 賞                                     | 結果       |
| ---------------------- | ------ | -------------------------------------- | ---------- |
| わたしが眠りにつく前に | 2011年 | ジョン・クリーシー・ダガー賞           | 受賞       |
| わたしが眠りにつく前に | 2011年 | イアン・フレミング・スチール・ダガー賞 | ノミネート |
| わたしが眠りにつく前に | 2012年 | マカヴィティ賞 新人賞                  | ノミネート |
| わたしが眠りにつく前に | 2012年 | アンソニー賞 新人賞                    | ノミネート |
| わたしが眠りにつく前に | 2012年 | バリー賞 新人賞                        | ノミネート |